# Zoi Dimoschaki
Zoi Dimoschaki (griechisch Ζωή Δημοσχάκη; * 16. Februar 1985 in Athen) ist eine ehemalige griechische Schwimmerin.
Dimoschaki schwamm bei den Olympischen Sommerspielen 2000 in Sydney die 200 m Freistil. In Athen 2004 belegte sie über diese Strecke den sechsten Platz. Bei der Eröffnungsfeier der Olympischen Sommerspiele von 2004 sprach sie den olympischen Eid.